# كرنتك (كورنوال)
كرنتك (بالإنجليزية: Crantock)‏ هي قرية و أبرشية مدنية تقع في المملكة المتحدة في كورنوال. يقدر عدد سكانها بـ 720 نسمة .